# تغبر الرئة
تغبُّر الرئة أو تَتَرُّب الرئة أو الغُباريّة هو دار رئويّ ينشأ عن فَرط استنشاق دقائق الغبار والمعادن.
تغبر الرئة هو مرض رئوي مهني ومرض رئوي مقيد يحدث بسبب استنشاق الغبار، غالبا في المناجم.
قدرت الوفيات الناتجة عنها عالميا بنحو 260000 في عام 2013 وهو أعلى من 251000 وفاة التي حدثت في عام 1990. ومن هذه الوفيات توفي46000 نتيجة السحار السليسيsilicosis، بالإضافة إلى 24000 من داء الاسبست asbestosis، وأيضا 25000 بسبب السحار الفحمي.
في المراحل الاولى ممكن ان تساعد عملية غسيل الرئة في ازاله الغبار من الرئة.

## الأنواع
اعتمادا على نوع الغبار المستنشق نسميهم كالآتي :
- السحار الفحمي أو سحار عمال الفحم أو مرض الرئة السوداءCoalworker's pneumoconiosis.
- داء الاسبست ومسببه معدن الاسبست Asbestosis
- سحار سيلسي ومسببه السيلكاSilicosis
- سحار بوكسيتي ومسببه خام البوكسيت Bauxite fibrosis
- سحار ألومينيومي، ومسببه الألومنيوم.
- التسمم بالبريليوم أو سحار البريليوم Berylliosis
- السحار الناتج عن فرط الحديد في الجسم أو سحار الحديد ومسببه الحديدSiderosis
- سحار الحلاجين أو السحار القطني ومسببه القطن Byssinosis
- سحار حديدي سيليسي، وسببه كلا من الحديد والسيليكا Silicosiderosis
- سحار أو تغبر الرئة يصيب عمال المناجم في منطقة البرادو في كندا، ومسببه استنشاق الحديد والسيليكا والانثوفيليت، والمركب الأخير نوع من أنواع الاسبستLabrador lung
- السحار القصديري ومسببه أكسيد القصديرStannosis
- التغير الناشئ من رماد البركان

## التشخيص
المريض الذي يأتي بالعرضين أو العلامتين التاليتين هو مؤشر قوي على حدوث تغبر الرئة أو السحار:
- ضيق التنفسSOB
- تحت الأشعة السينية، تظهر الرئتين مصابة بالعديد من الرشائح أو البقع infiltrate المتقطعة تحت الجنبة subpleural في قاعدة كلا الرئتين أو على شكل أكياس cystic صغيرة مشعة تدعي الخلية العسلية honeycomb ( نسبة إلى شكلها).

السحار المرتبط أو المرافق للعديد من العقيدات الروماتيدية rheumatoid nodules المرافقة للنقرس الروماتيزمي rheumatoid arthritis يسمى بمتلازمة كابلان Caplan's syndrome.

## إحصائيات وبائية
في 2013 تسبب السحار بموت 260000 شخص حول العالم مقارنة ب 251000 في 1990. ومن هذه الوفيات توفي46000 نتيجة السحار السليسيsilicosis، بالإضافة إلى 24000 من داء الاسبست asbestosis، وأيضا 25000 بسبب السحار الفحمي.

## الثقافة الشعبية
في الفيلم البريطاني الكلاسيكي لقاء مختصر (1945)، و المستمدة من مسرحية نويلكوارد، ربة منزل لورا (سيليا جونسون) و الطبيب أليك (تريفور هوارد) يبدأ علاقة غرامية. وقالت إنها فتنت أمس في صالة محطة القطار من حبه لpneumoconioses.